# Säuling
Le Säuling est un sommet des Alpes, à 2 047 ou 2 048 m d'altitude, dans les Alpes d'Ammergau, à la frontière entre l'Allemagne (Bavière) et l'Autriche (land du Tyrol).